# Ducado de Legnica
El ducado de Legnica (en polaco: Księstwo Legnickie, en checo: Lehnické knížectví)  o ducado de Liegnitz (en alemán: Herzogtum Liegnitz) fue uno de los ducados de Silesia. Su capital era Legnica (Liegnitz) en la Baja Silesia.
El Castillo de Legnica pasó a ser una residencia de los duques silesios en 1163 y a partir de 1248 era la sede de un principado con derecho propio, gobernado por la rama silesia de la dinastía de los Piastas hasta la extinción de la línea en 1675. Formado por Boleslao II el Calvo, duque de Baja Silesia en Breslavia, Legnica compartió el destino de la mayoría de los otros ducados silesios, cayendo en las esferas de influencia bohemia, austriaca y finalmente —después de la primera guerra de Silesia— prusiana. 

## Historia
La ciudad de Legnica se hizo famosa por la batalla de Legnica (o batalla de Wahlstatt) que tuvo lugar en el cercano villorrio de Legnickie Pole (Wahlstatt) el 9 de abril de 1241, durante la primera invasión mongola de Polonia. Un ejército cristiano dirigido por el Alto Duque polaco Enrique II el Piadoso, apoyado por la nobleza feudal que incluía polacos, minadores bávaros y órdenes militares, fue derrotado de forma decisiva por los mongoles. Aunque Enrique murió en la batalla y sus fuerzas fueron derrotadas, el avance mongol fue detenido cuando retornaron para atender a la elección de un nuevo Khagan (Gran Khan) tras la muerte de Ogodei Khan en el mismo año. Pequeñas celebraciones tienen lugar anualmente en Legnica para conmemorar la batalla.

### Fundación

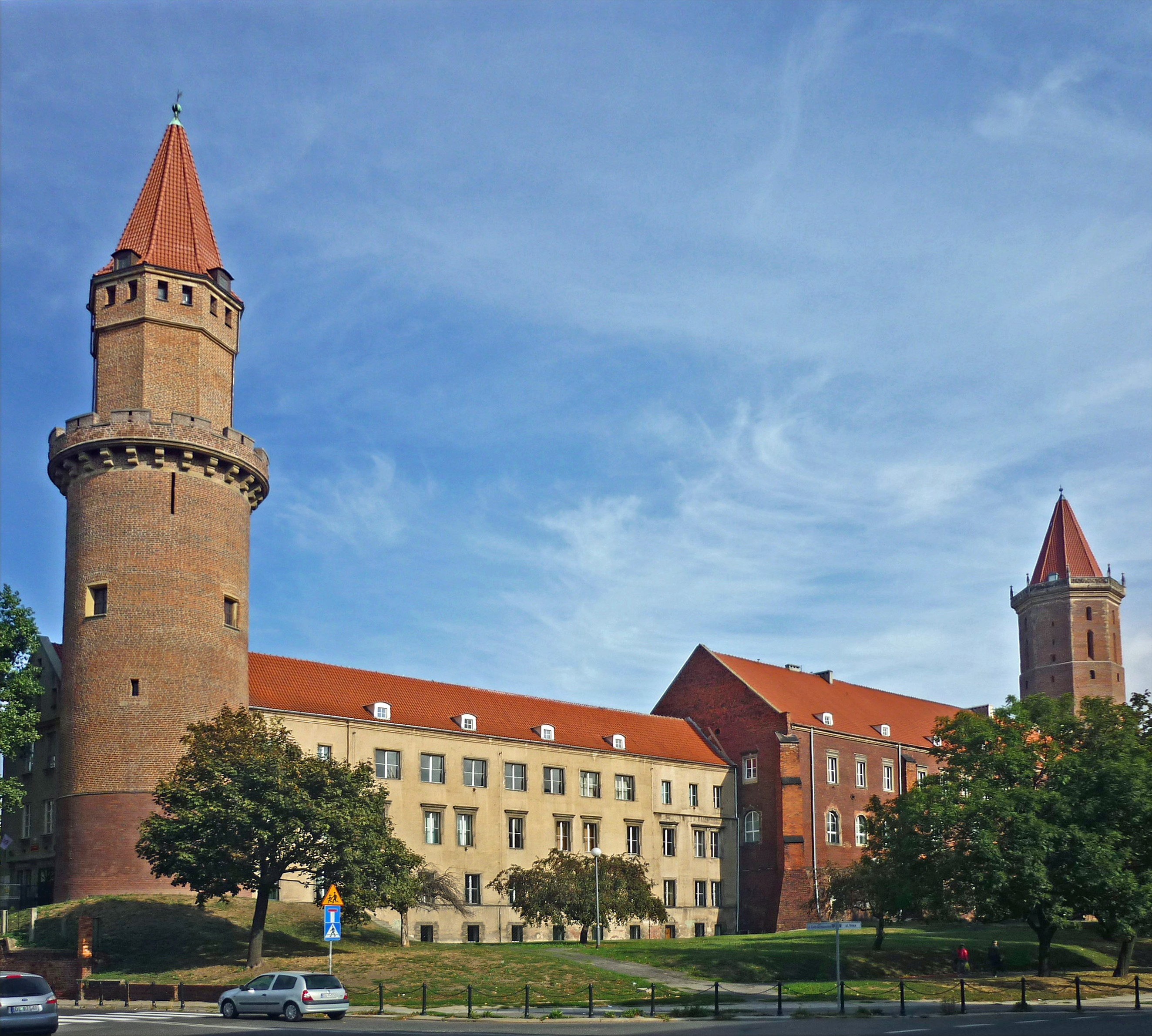
Castillo de Legnica.

Después de la muerte de Enrique, su hijo mayor Boleslao II el Calvo le sucedió como gobernante de Baja Silesia hasta que en 1248 su hermano menor Enrique III el Blanco alcanzó la mayoría de edad y reclamó sus derechos sucesorios. Respaldado por la nobleza de Breslavia, Enrique III forzó al duque a cederle a él partes centrales de Baja Silesia, mientras que el mismo Boleslao se retiró a Legnica. Además entró en conflicto con el menor de sus hermanos, Conrado, quien originalmente estaba predestinado a una carrera eclesiástica como Obispo de Passau pero que exigió su porción distributiva que tuvo que ser saldada por Boleslao con la creación del nuevo ducado de Glogovia en 1251.
No obstante, el hijo de Boleslao, Enrique V el Gordo, quien sucedió a su padre en 1278, pudo expandir los territorios del ducado derrotando a su primo Enrique IV el Justo, duque de Breslavia, y con el apoyo del rey Wenceslao II de Bohemia le sucedió como duque en 1290. Así, los ducados de Baja Silesia de Legnica y Breslavia fueron reunificados en 1311. 
Como tras la muerte de Enrique V, en 1296 su hijo mayor Boleslao III el Generoso era todavía menor de edad; como consecuencia el rey Wenceslao asumió la tutela, fortaleciendo la influencia de Bohemia en Silesia. En 1303 Boleslao III fue comprometido con la hija de Wenceslao, Margarita, y en vano intentó suceder a la extinta dinastía Premislida en el trono de Bohemia en 1306. No fue capaz de mantener el ducado unificado y en 1311 Baja Silesia fue de nuevo dividida, con Breslavia pasando a su hermano menor Enrique VI el Bueno. Incluso el gobierno de Boleslao sobre Legnica fue cuestionado por su hermano Vladislao y en 1329 tuvo que pagar homenaje al rey bohemio Juan de Luxemburgo para asegurar su reinado.
Como capital del ducado a principios del siglo XIV, Legnica era una importante ciudad del Centro de Europa, con una población de aproximadamente 16.000 residentes. La ciudad empezó a expandirse rápidamente después del descubrimiento de oro en el Kaczawa.

### Gobierno bohemio

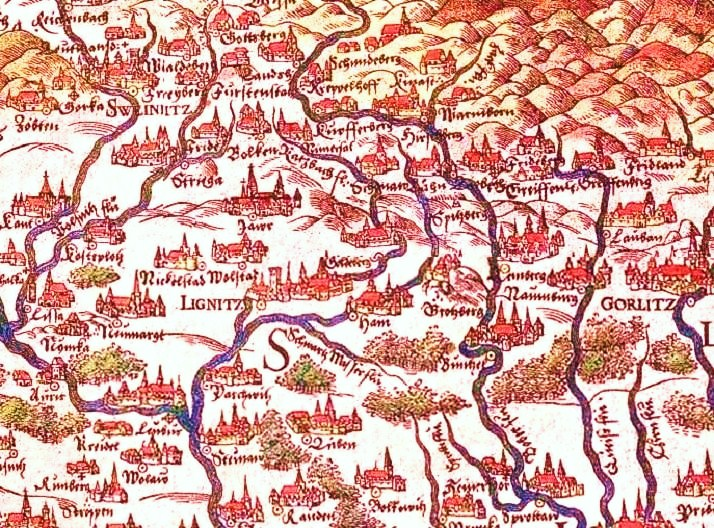
Primer mapa geográfico de Baja Silesia (al sur) por Martin Helwig, 1561.

Como vasallo de Bohemia desde 1329 en adelante, la debilidad política del ducado continuó, causada por conflictos domésticos entre los hijos de Boleslao, Wenceslao y Luis el Justo, fortaleciendo la influencia de los monarcas bohemios. Cuando en 1419 la rama de Legnica de los Piastas de Silesia quedó extinta con la muerte de Wenceslao II, el ducado fue heredado por el duque Luis II de Brzeg. Como el propio Luis no tenía herederos varones, Legnica fue anexado como feudo cesado por el rey bohemio Segismundo en 1436. Una prolongada disputa arreció ya que el último duque Luis II había legado sus propiedades a los hijos de su cuñado, el duque Enrique IX de Lubin —aunque sin el consentimiento de su señor bohemio—. Finalmente, en 1455 el ducado fue heredado por Federico I, el hijo Eduviges, una hija de Luis, quien fue oficialmente enfeudado por el rey Matías Corvino en 1469.
El hijo de Federico I, Federico II, duque desde 1499, nuevamente heredó el ducado de Brzeg en 1520. La Reforma Protestante fue introducida en el ducado ya en 1522, promovida de forma decisiva por los teólogos Caspar Schwenckfeld y Valentin Krautwald, y la población rápidamente viró al luteranismo. Esto llevó a un conflicto cuando, después de la muerte del rey bohemio Luis II en la batalla de Mohács en 1526, las Tierras de la Corona de Bohemia incluyendo el feudo de Legnica fueron incorporadas a la onarquía Habsburgo del rey católico Fernando. A su vez, el duque Federico II firmó un pacto de herencia con el elector Hohenzollern Joaquín II Héctor de Brandeburgo, un primo de su segunda esposa Sofía. Sin embargo, el rey Fernando I, rechazando cualquier influencia Hohenzollern dentro de los territorios de los Habsburgo, declaró el acuerdo nulo y sin valor.
Las luchas continuaron, a pesar de que en el ducado oficialmente se garantizaba la libertad religiosa por la Paz de Westfalia de 1648. Después de la muerte del último duque de la dinastía Piasta, Jorge Guillermo, en 1675, Legnica pasó a ser gobernada directamente por el emperador Leopoldo I de Habsburgo, a pesar de las reclamaciones elevadas por el Elector Federico Guillermo de Brandeburgo en referencia al pacto de herencia de 1537. Para el rey prusiano Federico el Grande, la vieja disputa fue un pretexto para justificar su campaña durante la Primera Guerra Silesia: en 1742 la mayor parte de Silesia, incluyendo Legnica, fue ocupada por el Ejército prusiano después de la derrota de la emperatriz María Teresa en la guerra de sucesión austriaca. Finalmente en 1763 el ducado perdió la mayoría de sus privilegios después de ser incorporado a Prusia según los acuerdos establecidos en la Paz de Hubertusburg.

## Duques de Legnica
- 1248-1278 Boleslao II el Calvo, hijo mayor del Alto Duque polaco Enrique II el Piadoso, conjuntamente con:
  - 1248-1251 Conrado I, hermano, duque de Glogovia desde 1251.
- 1278-1296 Enrique V, hijo de Boleslao II, también duque de Breslavia desde 1290.
- 1296-1311 Boleslao III el Generoso, hijo, también duque de Breslavia, duque de Brzeg desde 1311, conjuntamente con: 
  - 1296-1311 Enrique VI el Bueno, hermano, único duque de Breslavia desde 1311.
  - 1296-1312 Vladislao
- 1312-1342 Boleslao III el Generoso, nuevamente
- 1342-1345 Wenceslao I, hijo, conjuntamente con:
  - 1342-1346 Luis I el Justo, hermano, duque de Brzeg desde 1358.
- 1346-1364 Wenceslao I, nuevamente
- 1364-1409 Ruperto I, hijo, conjuntamente con:
  - 1364-1413 Wenceslao II, hermano, también Obispo de Breslavia y duque de Nysa desde 1382.
  - 1364-1394 Boleslao IV, hermano
  - 1364-1398 Enrique VIII, hermano, también Obispo de Kujawy desde 1389.
- 1413-1436 Luis II, nieto de Luis I el Justo, también duque de Brzeg desde 1399.

Línea extinta, confiscado por Bohemia
- - 1436-1453 reclamado por Luis III de Oława, sobrino de Luis II, y sus hijos Juan I de Lüben y Enrique X de Chojnów.
- 1454-1488 Federico I, hijo de Juan I de Lüben, también duque de Brzeg desde 1481.
- 1488-1495 Juan II, hijo, conjuntamente con:
  - 1488-1547 Federico II, hermano, también duque de Brzeg 1503-1505 y a partir de 1521.
  - 1488-1521 Jorge I, también duque de Brzeg desde 1503.
- 1547-1551 Federico III, hijo de Federico II, depuesto.
- 1551-1556 Enrique XI, hijo, bajo regencia de su tío, el duque Jorge II de Brzeg.
- 1556-1559 Federico III, nuevamente, depuesto.
- 1559-1576; 1580-1581 Enrique XI, nuevamente, dos veces restaurado y de nuevo depuesto, conjuntamente con:
  - 1571-1596 Federico IV, hermano
- 1596-1602 Joaquín Federico, hijo de Jorge II de Brzeg, duque de Brzeg desde 1595.
- 1602-1612 Juan Cristián, hijo, duque de Brzeg, conjuntamente con:
  - 1602-1653 Jorge Rodolfo, hermano
- 1653-1654 Jorge III, hijo de Juan Cristián, también duque de Brzeg desde 1633, conjuntamente con:
  - 1653-1663 Luis IV, hermano, también duque de Brzeg 1633-1654.
  - 1653-1654 Cristián, hermano, también duque de Brzeg 1633-1654.
- 1663-1664 Jorge III, de nuevo, conjuntamente con:
  - 1663-1672 Cristián, nuevamente, también duque de Brzeg desde 1664.
- 1672-1675 Jorge Guillermo, hijo, también duque de Brzeg.

Línea masculina de los Piastas de Silesia extinta.